# Vox in excelso
Vox in excelso (в превод от латински: Глас от високо) е папска була на римския папа Климент V, издадена на събора във френския град Виен на 22 март 1312 г., с която рицарският орден на тамплиерите се разпуска и се отнемат неговите имущества.

## Причини за издаване на булата
Издаването на булата се предшества от 5-годишен период на гонения на тамплиерите, инспирирани от френския крал Филип IV Хубави, през който период те били обвинени в безбожие, ереси и тежки престъпления.
За времето на своето съществуване орденът на тамплиерите придобива голяма власт и големи владения и имоти в цяла Европа. Съзирайки заплаха в тяхно лице и искайки богатството им, френският крал Филип IV Хубави, затънал в дългове към тамплиерите, убеждава папа Климент V да започне преследване на ордена. През 1307 година кралят започва арести на рицари тамплиери и ги обвинява в содомия, идолопоклонничество, манихейство и други престъпления. На 13 октомври същата година, Жак дьо Моле, велик магистър на ордена, е арестуван заедно със сто и четиридесет рицари – тамплиери. Подложени на ужасни изтезания, правят признания за ерес, содомия, човекоядство и множество други престъпления.
На 22 ноември 1307 г. папа Климент V под влияние на френския крал издава булата „Pastoralis Praeeminentiae“, с която се постановява арестуване на тамплиерите и фактически се оправдават действията на френския крал. Над сто от рицарите са изгорени живи на клада, а още петдесет и един последват съдбата им през 1311 година. На 18 март 1314 г. Жак дьо Моле и прецепторът на Нормандия, Жофроа дьо Шарне, също са изгорени на клада.
Орденът е формално ликвидиран с издаването на „Vox in excelso“ на 22 март 1312 г. на събора във Виен. Както и останалите папски були, и тази получава името си по първите думи от текста. След разгрома на Ордена на тамплиерите останалите живи негови представители емигрират в Шотландия и поставят началото на съвременното масонство.
Ликвидацията на ордена приключва окончателно с издаването на булата „Ad providam“ (2 май 1312).